# Big Hump
Big Hump ist eine kleine Insel östlich der Coromandel Peninsula in der Region Waikato vor der Nordinsel von Neuseeland.

## Geographie
Die kleine Felseninsel zählt zu der Inselgruppe der Aldermen Islands, die rund 17 km östlich der Coromandel Peninsula im Pazifischen Ozean liegt. Big Hump gehört mit seiner mit Abstand größeren Nachbarinsel Ruamahuaiti Island, rund 260 m westlich, und seiner winzig kleinen Nachbarinsel Little Hump, rund 120 m östlich, zu den südlichsten Insel der Inselgruppe. Mit einer Höhe von über 80 m und einer Fläche von lediglich 1,1 Hektar ragen die Felsen der Insel sehr steil aus dem Meer empor. Die Insel besitzt mit einer Länge von rund 137 m in Westsüdwest-Ostnordost-Richtung und einer Breite von rund 120 m in Nord-Süd-Richtung eine ovale Form.